# Benkin
Benkin – polski herb szlachecki.

## Opis herbu
W polu czerwonym dwa srebrne topory skrzyżowane w skos, a pomiędzy nimi na górze i na dole po czarnej głowie dzika. W klejnocie nad hełmem w koronie takaż głowa dzika pomiędzy dwoma rogami bawolimi.

## Najwcześniejsze wzmianki
Autograf z 1797 roku. Herb pochodzi najprawdopodobniej z Inflant.